# Биг (острво, Хадсонов залив)

Острво Биг (енгл. Big Island) је једно од острва у канадском арктичком архипелагу, у Хадсоновом заливу. Острво је у саставу канадске територије Нунавут. 
Острво је ненасељено.